# Giovanni Colmo
Giovanni Colmo, né en 1867 à Turin et mort en 1947, est un peintre italien, actif principalement en tant que peintre de paysages.

## Biographie
Giovanni Colmo est né en 1867 à Turin. Il fait d'abord des études d'ingénieur mais gravite dans le monde de la peinture sans avoir une éducation formelle. Il a un frère Eugenio Colmo (en), connu sous le pseudonyme de Golia, un dessinateur, caricaturiste et aquarelliste célèbre. Il vit de nombreuses années à Garessio. Il fait partie de l'école extérieure des peintres de paysage appelée l'École de Rivara. 
Parmi ses collègues dans la peinture, on peut noter Anselmo Sacerdote, Vittorio Cavalleri et Carlo Pollonera.